# Die Glocken von Noworossijsk
Die Glocken von Noworossijsk (russisch Новороссийские куранты / Noworossijskije kuranty, wiss. Transliteration Novorossijskie kuranty; engl. Novorossiysk Chimes) ist eine Komposition (Op. 111b) von Dmitri Schostakowitsch aus dem Jahr 1960 mit einem Text von Kira Alemassowa. Das Stück ist den Helden des Großen Vaterländischen Krieges gewidmet (d. h. des Deutsch-Sowjetischen Krieges) und besteht zu einem großen Teil aus Material, das Schostakowitsch ursprünglich 1943 als Beitrag zu einem Wettbewerb zur Komposition einer neuen Nationalhymne für die UdSSR geschrieben hatte.

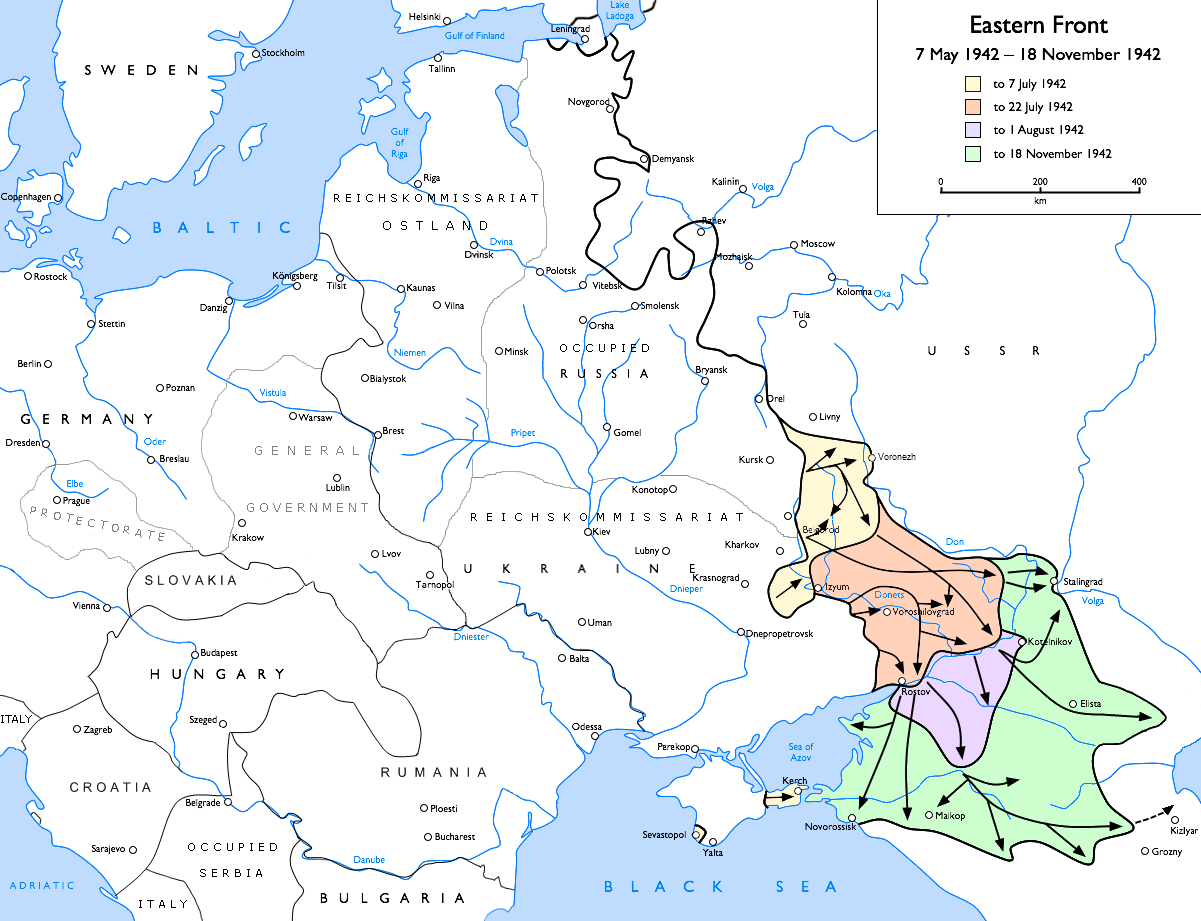
Der deutsche Vorstoß vom 7. Mai bis zum 18. November 1942.
bis zum 7. Juli
bis zum 22. Juli
bis zum 1. August
bis zum 18. November

Es wurde von Schostakowitsch für die Gedenkstätte des Großen Vaterländischen Krieges auf dem Heldenplatz von Noworossijsk komponiert, wo es seit der Einweihung der Gedenkstätte im Jahr 1960 ununterbrochen nach einem festen Zeitplan gespielt wird. Es ist die Hymne der Heldenstadt, die der östlichste Punkt an der Schwarzmeerküste ist, bis zu dem die deutsche Wehrmacht in der Sommeroffensive 1942 vordrang und abgewehrt wurde.
Die Partitur wurde vom Autor handgeschrieben und umfasst vier Notenblätter. Sie ist mit violetter Tinte geschrieben. Auf dem vierten Blatt, am Ende, hat der Autor das Datum und die Unterschrift vermerkt. Die Originalpartitur wird im Staatlichen Historischen Museumsreservat Noworossijsk (Новороссийский государственный исторический музей-заповедник; engl. Novorossiysk State Historical Museum-Reserve) aufbewahrt.
Das Stück wird seit 1960 auf dem Heldenplatz in Noworossijsk gespielt. Die Anfangsphrasen des Liedes wurden auch als Einleitungsmusik für das Spätnachrichtenprogramm des Moskauer Rundfunks verwendet.
Das Stück von D. Schostakowitsch mit dem Text von K. Alemassowa gehörte auch zum Repertoire des Alexandrow-Ensembles.

## Instrumentierung
Die Partitur sieht zwei Flöten, eine Piccoloflöte, zwei Oboen, ein Englischhorn, drei Klarinetten in B, zwei Fagotte, vier Hörner in F, drei Trompeten in B, zwei Posaunen, eine Bassposaune, eine Tuba, ein Schlagzeug mit Pauken, kleiner Trommel, Becken und Triangel, eine Celesta und Streicher vor.